# Левиці (Опольське воєводство)
Левиці (пол. Lewice) — село в Польщі, у гміні Браницях Ґлубчицького повіту Опольського воєводства.
Населення — 474 особи (2011).

## Демографія
Демографічна структура станом на 31 березня 2011 року:
|          | Загалом | Допрацездатний вік | Працездатний вік | Постпрацездатний вік |
| -------- | ------- | ------------------ | ---------------- | -------------------- |
| Чоловіки | 242     | 45                 | 170              | 27                   |
| Жінки    | 232     | 45                 | 130              | 57                   |
| Разом    | 474     | 90                 | 300              | 84                   |